# Bányászszerszámok (heraldika)

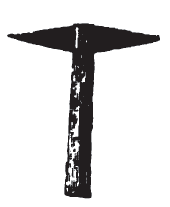
Bányászcsákány

A bányászszerszámok, elsősorban a bányászkalapács és bányászék gyakori címertani jelképek a közép-európai bányavárosok és más városok címereiben. A kalapács és a csákány (bányászék) szinte kizárólag harántkeresztesen egymásra helyezve jelenik meg a heraldikában, sőt már a városok preheraldikus jelvényeiben is.

## Leírása
A címerleírásokban hagyományőrző módon, és gyakran pontatlanul, a bányászkalapács általában a bányászéket, esetleg a kalapácsot jelöli. A két bányászkalapács megjelölés a keresztbe tett éket és kalapácsot, a véső és kalapács a fúróvésőt és a kalapácsot takarja. A bányászcsákány többnyire a bányászékkel azonos módon jelenik meg a címertanban. Ehhez a formához ragaszkodtak a dualizmus korának címeradományaiban is, tehát nem követték a modernebb kéziszerszám-formákat. Kivételt képez Mály címerének sisakdísze, melyen a keresztbe tett ék és kalapács nem tényleges munkaeszköz, hanem dísz-bányászszimbólum, mely részben aranyozott ezüstből készült.
Az első címerpajzsba foglalt magyar városi jelképben, Selmecbánya 1275-ös címerében négy bányászszerszám látható: bányászékek, kalapács, egykarú csákány és bányászkapa. A bányászat világszerte használt jelképe, a keresztbe tett bányászék és -kalapács először a csehországi Kutná Hora (németül Kuttenberg) címerében jelenik, a 14. században. Ez látható a bányászat jelképeként 1417-ből a nagybörzsönyi bányásztemplom kapuja fölötti domborművön. Címerpajzsba helyezve, ezt a bányászjelvényt bányászcímernek is nevezik. Pénzeink közül először Mátyás aranyforintjain és ezüstdénárjain, majd János király aranyain jelenik meg, ami 1468-tól Nagybánya veretjele. Ez a jelkép a domináns Bélabánya, Dobsina, Dognácska, Boksánbánya, Szomolnok, Rozsnyó, Szepesremete pecsétjén, mely szinte teljesen kitölti a címerpajzsot.
Az ék és a kalapács a régebbi címereknél (Selmecbánya, Korompa, Rudabánya régi pecsétje) álló helyzetben látható, később keresztbe tett helyzetben fordul elő, illetve a bányászok kezében vagy önálló címerképként szerepel. Az ék és a kalapács mellett egyéb szerszámok is előfordulnak, mint Selmecbánya címerében is látható. Hibbe címerében egykarú bányászcsákány és bányászkapa, Telkibánya és Offenbánya címerében véső van. A vaskohászattal és vasiparral is rendelkező városok címerében (Jászó, Jolsva, Korompa, Nagyrőce, Csetnek) a kalapács és ék mellett üllő és fogó is látható. A bányalámpa egyedül Aknasuatag címerében maradt fenn. Aranyida 18. századi pecsétjén a keresztezett kalapács és ék mellett kohászati szerszámok, salaklehúzó és fogó is látható. A bányászattal foglalkozó családok a címereiben a kalapács és ék mellett látható a bányászkapa (Gruber, Hauer) és a feszítővasat markoló oroszlán (Freiseisen György) is. A jelképes értelmű bányamécs (a sötétségbe fényt hozó eszköz) először a dualizmus korában jelenik meg a Kerpely család sisakdíszén. A báró Geramb család címerében az oroszlán bányászkalapácsot és sulykot (tuditem) tart.